# De eerste mensen op de maan
De eerste mensen op de maan (originele titel The First Men in the Moon) is een sciencefictionroman van de Britse schrijver H.G. Wells, oorspronkelijk gepubliceerd in 1901.

## Inhoud
Het verhaal wordt verteld door een Britse zakenman genaamd Bedford. Hij heeft zich teruggetrokken op het platteland om in alle rust te werken aan een toneelstuk waarmee hij hoopt zijn financiële problemen op te lossen. Elke avond wordt zijn huis gepasseerd door een wandelaar, die tijdens zijn wandelingen diep in gedachten verzonken is en vreemde geluiden maakt. Wanneer Bedford hem hierop aanspreekt, stelt de man zichzelf voor als Cavor.
De twee worden goede kennissen. Cavor blijkt een uitvinder die werkt aan een nieuw element genaamd Cavorite. Dit element heeft de gave de zwaartekracht te kunnen blokkeren zodat men ermee kan vliegen. De eerste poging het Cavorite te maken resulteert echter in een zware explosie die Cavors huis deels verwoest. Bedford ziet al snel de commerciële waarde van het Cavorite, maar Cavor wil er eerst zelf nog wat mee experimenteren. Hij en Bedford maken een bolvormig ruimteschip van glas en staal met uitschuifbare luiken van Cavorite, waarmee Cavor een reis naar de maan wil ondernemen. Bedford gaat, zij het met aarzeling, mee.
Op de maan vinden de mannen aanvankelijk een dood en verlaten landschap, maar wanneer de zon opkomt beginnen in razendsnel tempo planten te groeien en blijkt de maan zowaar bewoond door een buitenaards ras, dat van de heren de naam Selenites krijgt. Tijdens een verkenningstocht op de maan raken de mannen de weg naar hun schip kwijt. Van honger en uitputting zijn ze bovendien genoodzaakt zich tegoed te doen aan de planten op de maan. Dit heeft tot gevolg dat ze beide in een dronken toestand belanden en makkelijk door de Selenites gevangen kunnen worden.
Bedford en Cavor ontdekken na hun gevangenname dat de maan grotendeels is uitgehold en de Selenites ondergronds een hele samenleving hebben. Ook ontdekken ze dat de Selenites goud gebruiken om hun werktuigen van te maken. De mannen weten te ontsnappen en zich een weg terug naar de oppervlakte te vechten. Daar gaan ze uit elkaar om ieder op zich hun schip te zoeken. Bedford vindt het schip, maar wanneer hij terugkeert naar de ontmoetingsplek vindt hij enkel een briefje geschreven door Cavor, waaruit blijkt dat hij weer gevangengenomen is.
Omdat de nacht invalt is Bedford gedwongen alleen te vertrekken. Met moeite stuurt hij het schip terug naar de aarde en landt aan de Britse kust nabij Littlestone. Dankzij het goud dat hij meegenomen heeft van de maan is hij voorlopig uit de zorgen, maar door toedoen van een nieuwsgierige jongen gaat het schip er zonder hem weer vandoor en verliest Bedford zijn enige kans ooit terug te gaan naar de maan, want Bedford weet niet hoe Cavorite wordt gemaakt.
Bedford noteert zijn ervaringen en trekt zich terug, tot hij op een dag van de Nederlandse elektricien Julius Wendigee bericht krijgt dat hij met behulp van een zelfgemaakt apparaat radioberichten opvangt van een zekere Cavor. Uit de berichten, die echter maar voor de helft aankomen en erg gefragmenteerd zijn, blijkt dat Cavor nu bij de Selenites op de maan leeft en al veel geleerd heeft over hun samenleving. Ze hebben blijkbaar een complexe gemeenschap waarin Selenites vanaf hun jeugd al worden geselecteerd en getraind voor één specifieke taak die ze hun hele leven uit zullen voeren. Hun lichaam past zich hierop aan waardoor de Selenites een zeer grote variatie in uiterlijk kennen. Dankzij Cavor leren de Selenites echter het concept van oorlog kennen en verbieden hem nog langer berichten naar de aarde te sturen. Zijn verdere lot is dan ook onbekend.

## Invloed
De Britse schrijver C.S. Lewis noemde De eerste mensen op de maan als een van zijn belangrijkste inspiratiebronnen. De invloed van Wells' verhaal op Lewis is vooral duidelijk terug te zien in Malacandra, het eerste deel van de Ruimte-trilogie. Ook in dit verhaal zijn de protagonisten een zakenman die meer geïnteresseerd is in de commerciële voordelen van ruimtereizen en een wetenschapper met uitgebreide theorieën over de kosmos. Net als Cavor en Bedford in Wells’ verhaal bouwen ze een bolvormig ruimteschip en weet verder niemand iets af van hun onderneming.
Volgens Brian Stableford is De eerste mensen op de maan het eerste voorbeeld van een buitenaardse dystopie. Het boek kan tevens worden gezien als een van de inspiratiebronnen voor het sciencefictionsubgenre omtrent buitenaardse wezens die leven in een eusocialiteit.

## Bewerkingen en referenties

### Film
De eerste mensen op de maan is driemaal verfilmd:
- The First Men in the Moon, een stomme film uit 1919.
- First Men in the Moon, een losse bewerking uit 1964, die onder andere een vrouwelijk personage toevoegt aan het verhaal.
- The First Men in the Moon, een televisiefilm uit 2010, die van alle drie de films het meest trouw blijft aan de roman.

Een vierde film in 3D staat sinds 2010 op de planning. Tevens diende de roman samen met Jules Verne's Van de aarde naar de maan als inspiratiebron voor de film Le voyage dans la lune

### Overig
- Cavorite vormt een belangrijk onderdeel van de plot in het eerste volume van de stripreeks The League of Extraordinary Gentlemen. Cavor komt zelf ook voor in dit deel, en krijgt hierin de voornaam Selwyn.
- Cavorite is ook een plotelement in Warehouse 13.
- Cavor en zijn uitvinding komen voor in Scarlet Traces: The Great Game.
- Cavorite, Cavor en de Selenites komen voor in The Martian War.

- In Jacques Offenbach's spektakel-opera Le voyage dans la lune (1875) worden de maanbewoners ook selenites genoemd.